# Aharon Nachmi'as
Aharon Nachmi'as (hebrejsky אהרן נחמיאס‎, plným jménem אהרן-רפאל נחמיאס‎, Aharon Refa'el Nachmi'as, 10. června 1932 – 8. listopadu 1998) byl izraelský politik a poslanec Knesetu za stranu Ma'arach.

## Biografie
Narodil se ve městě Sáfí v Maroku. V roce 1951 přesídlil do Izraele.

## Politická dráha
Byl členem koordinačního výboru mošavového hnutí a členem sekretariátu stavební společnosti Chevrat Ovdim napojené na odborovou centrálu Histadrut. V letech 1973–1983 zastával post starosty Safedu, předtím v letech 1962–1973 v tomto městě byl tajemníkem zaměstnanecké rady. Byl rovněž členem ústředního výboru Svazu místních samospráv a správních rad stavebních podniků Šikun ve-Pituach a Šikun Ovdim.
V izraelském parlamentu zasedl poprvé po volbách v roce 1981, do nichž šel za stranu Ma'arach. Stal se členem výboru pro záležitosti vnitra a životního prostředí. Znovu za Ma'arach úspěšně kandidoval ve volbách v roce 1984, po nichž se stal místopředsedou Knesetu a členem výboru pro záležitosti vnitra a životního prostředí, výboru pro zahraniční záležitosti a obranu a výboru House Committee. Ve volbách v roce 1988 mandát neobhájil.